# Leichtathletik-Europameisterschaften 1974/3000 m der Frauen

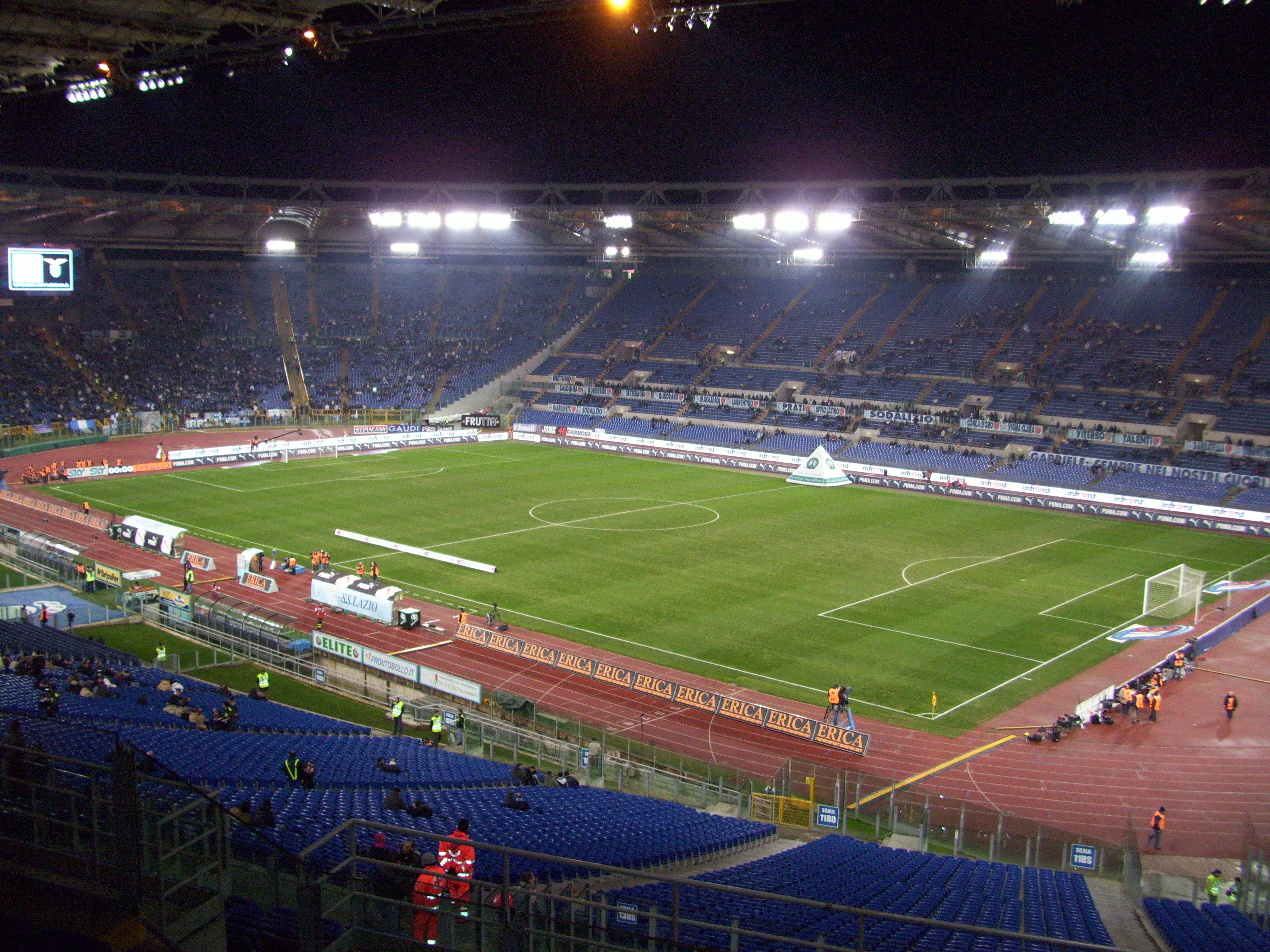
Das Olympiastadion von Rom im Jahr 2009

Der 3000-Meter-Lauf der Frauen bei den Leichtathletik-Europameisterschaften 1974 wurde am 2. September 1974 im Olympiastadion von Rom ausgetragen. Diese Disziplin stand zum ersten Mal auf dem Programm einer großen internationalen Meisterschaft. Damit gab es jetzt auch bei den Frauenwettbewerben eine Langstrecke. Es dauerte allerdings noch weitere zehn Jahre, bis 1984 mit dem 3000-Meter-Lauf auch eine Langstrecke ins olympische Programm aufgenommen wurde.
Europameisterin wurde die Finnin Nina Holmén. Sie gewann vor der sowjetischen Weltrekordlerin Ljudmila Bragina. Bronze ging an die Britin Joyce Smith.

## Rekorde

### Bestehende Rekorde
| Weltrekord           | 8:52,74 min                                    | Ljudmila Bragina                               | Durham, Großbritannien                         | 6. Juli 1974                                   |
| Europarekord         | 8:52,74 min                                    | Ljudmila Bragina                               | Durham, Großbritannien                         | 6. Juli 1974                                   |
| Meisterschaftsrekord | erstmals bei Europameisterschaften ausgetragen | erstmals bei Europameisterschaften ausgetragen | erstmals bei Europameisterschaften ausgetragen | erstmals bei Europameisterschaften ausgetragen |

### Neuer Meisterschaftsrekord / Rekordverbesserungen
Im Rennen am 2. September wurde ein erster EM-Rekord aufgestellt und draüber hinaus gab es drei Landesrekorde.
- Erster Meisterschaftsrekord:
  - 8:55,10 min – Nina Holmén (Finnland)
- Landesrekorde:
  - 8:55,10 min – Nina Holmén (Finnland)
  - 8:58,95 min – Natalia Andrei (Rumänien)
  - 9:05,14 min – Bronislawa Ludichowska (Polen)

## Durchführung
Wie auch bei den Männern auf der längsten Bahndistanz üblich gab es keine Vorrunde, alle siebzehn Teilnehmerinnen starteten in einem gemeinsamen Finale.

## Legende
- CR: Championshiprekord
- NR: Nationaler Rekord
- DNF: Wettkampf nicht beendet (did not finish)

## Finale

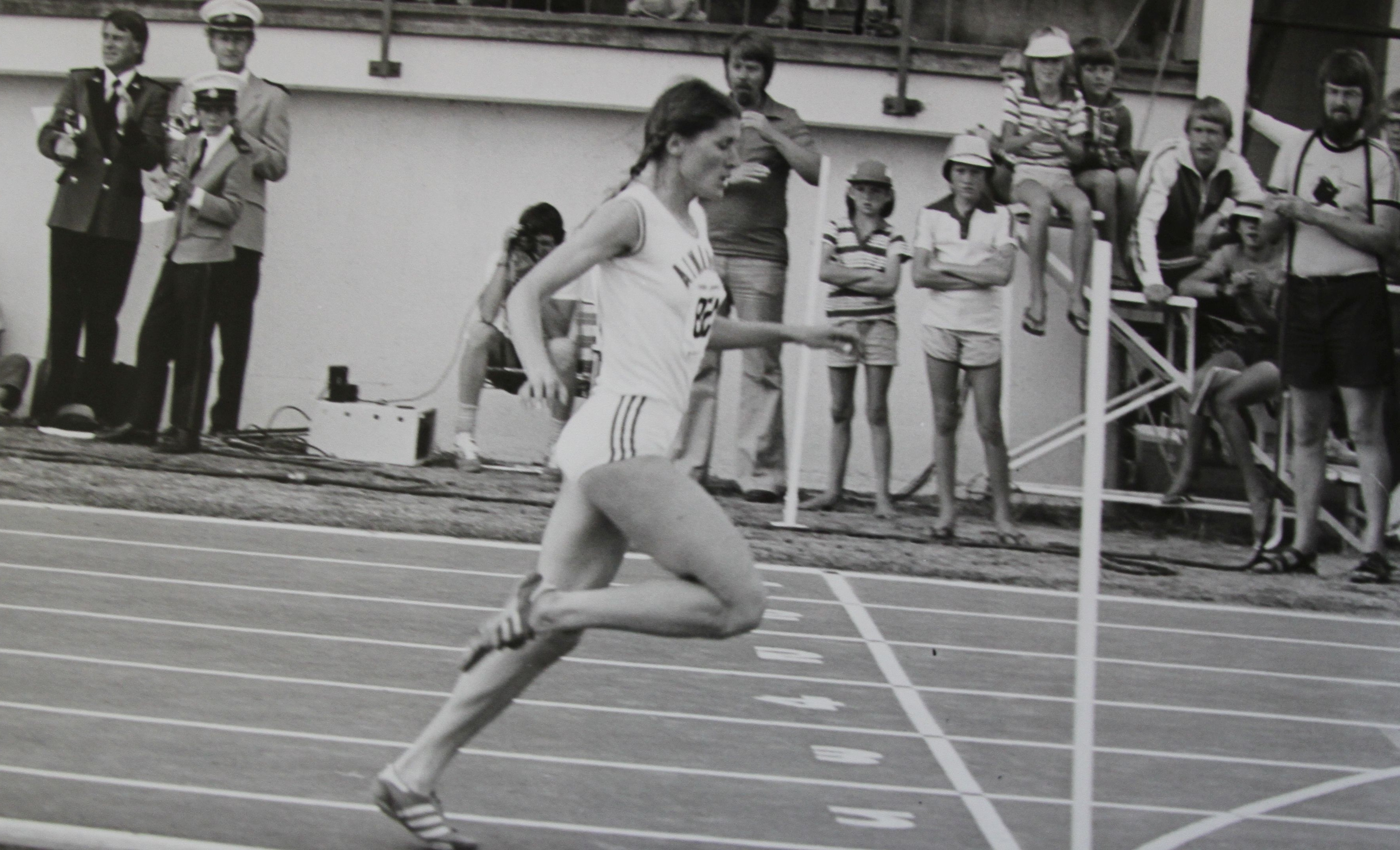
Natalia Andrei, spätere Natalia Mărășescu, belegte den vierten Platz – vier Jahre später wurde sie Vizeeuropameisterin über 1500 und 3000 Meter
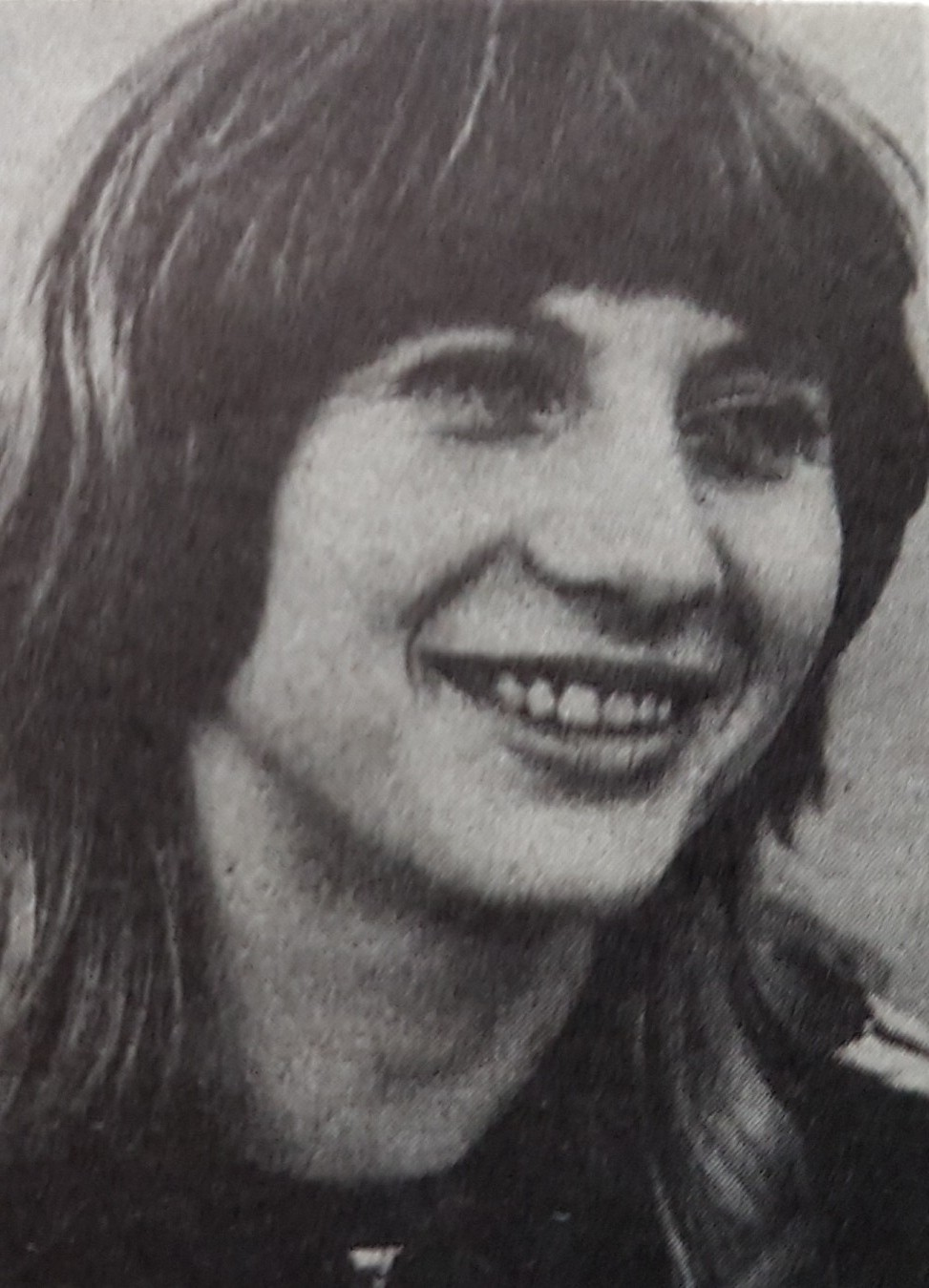
Urszula Prasek erreichte Platz sechzehn

2. September 1974
| Platz | Name                   | Nation         | Zeit (min)    |
| ----- | ---------------------- | -------------- | ------------- |
| 1     | Nina Holmén            | Finnland       | 8:55,10 CR/NR |
| 2     | Ljudmila Bragina       | Sowjetunion    | 8:56,09       |
| 3     | Joyce Smith            | Großbritannien | 8:57,39       |
| 4     | Natalia Andrei         | Rumänien       | 8:58,95 NR    |
| 5     | Paola Cacchi           | Italien        | 9:01,40       |
| 6     | Bronislawa Ludichowska | Polen          | 9:05,14 NR    |
| 7     | Ann Ford               | Großbritannien | 9:06,89       |
| 8     | Tamara Pangelowa       | Sowjetunion    | 9:10,56       |
| 9     | Irina Bondartschuk     | Sowjetunion    | 9:16,6        |
| 10    | Renata Pentlinowska    | Polen          | 9:22,8        |
| 11    | Eva Gustafsson         | Schweden       | 9:24,2        |
| 12    | Rumjana Tschawdarowa   | Bulgarien      | 9:31,0        |
| 13    | Sonja Castelein        | Belgien        | 9:31,2        |
| 14    | Marijke Moser          | Schweiz        | 9:32,8        |
| 15    | Carmen Valero          | Spanien        | 9:35,4        |
| 16    | Urszula Prasek         | Polen          | 9:48,4        |
| DNF   | Gudrun Hodey           | BR Deutschland |               |